# داوتمرگن
داوتمرگن (به آلمانی: Dautmergen) یک شهر در آلمان است که در تسولرنالبکرایس واقع شده‌است. داوتمرگن ۴۱۸ نفر جمعیت دارد.